# Elbgeländebahn
| Streckennummer: | 6675; sä. BDE        |                                           |                                           |
| Kursbuchstrecke: | -                    |                                           |                                           |
| Streckenlänge: | 4,337 km             |                                           |                                           |
| Spurweite: | 1435 mm (Normalspur) |                                           |                                           |
| Streckenklasse: | A                    |                                           |                                           |
| Maximale Neigung: | 12,5 ‰               |                                           |                                           |
| Minimaler Radius: | 180 m                |                                           |                                           |
| |                      |                                           |                                           |
| \| \| \| Industriestammgleis von Dresden-Reick \| \| \| \| 0,000 \| Heidenau W 261 \| Heidenau W 261 \| \| \| \| Industriestammgleis zum Bahnhof Heidenau \| \| \| \| 0,100 \| Anst Betonwerk Sporbitz \| Anst Betonwerk Sporbitz \| \| \| 0,350 \| Anst Tanklager \| Anst Tanklager \| \| \| 0,830 \| Anst Heckmannwerke \| Anst Heckmannwerke \| \| \| 1,930 \| Anst Gaswerk Heidenau \| Anst Gaswerk Heidenau \| \| \| 2,995 \| Mühlgraben \| Mühlgraben \| \| \| 3,179 \| Anst Harzleimfabrik Hoffmann & Meienhofer \| Anst Harzleimfabrik Hoffmann & Meienhofer \| \| \| 3,214 \| Müglitz \| Müglitz \| \| \| 3,230 \| Anst Druckguß Heidenau \| Anst Druckguß Heidenau \| \| \| 3,492 \| Anst Dresden Papier \| Anst Dresden Papier \| \| \| 4,117 \| EÜ Wirtschaftsweg \| EÜ Wirtschaftsweg \| \| \| 4,337 \| (Streckenende) \| (Streckenende) \| |                      |                                           |                                           |
| Strecke |                      | Industriestammgleis von Dresden-Reick     | Industriestammgleis von Dresden-Reick     |
| Kilometer-Wechsel | 0,000                | Heidenau W 261                            | Heidenau W 261                            |
| Abzweig ehemals geradeaus und nach rechts |                      | Industriestammgleis zum Bahnhof Heidenau  | Industriestammgleis zum Bahnhof Heidenau  |
| Abzweig geradeaus und nach links (Strecke außer Betrieb) | 0,100                | Anst Betonwerk Sporbitz                   | Anst Betonwerk Sporbitz                   |
| Abzweig geradeaus und nach rechts (Strecke außer Betrieb) | 0,350                | Anst Tanklager                            | Anst Tanklager                            |
| Abzweig geradeaus und nach rechts (Strecke außer Betrieb) | 0,830                | Anst Heckmannwerke                        | Anst Heckmannwerke                        |
| Abzweig geradeaus und nach rechts (Strecke außer Betrieb) | 1,930                | Anst Gaswerk Heidenau                     | Anst Gaswerk Heidenau                     |
| Brücke über Wasserlauf (Strecke außer Betrieb) | 2,995                | Mühlgraben                                | Mühlgraben                                |
| Abzweig geradeaus und von rechts (Strecke außer Betrieb) | 3,179                | Anst Harzleimfabrik Hoffmann & Meienhofer | Anst Harzleimfabrik Hoffmann & Meienhofer |
| Brücke über Wasserlauf (Strecke außer Betrieb) | 3,214                | Müglitz                                   | Müglitz                                   |
| Abzweig geradeaus und nach rechts (Strecke außer Betrieb) | 3,230                | Anst Druckguß Heidenau                    | Anst Druckguß Heidenau                    |
| Abzweig geradeaus und nach rechts (Strecke außer Betrieb) | 3,492                | Anst Dresden Papier                       | Anst Dresden Papier                       |
| Brücke (Strecke außer Betrieb) | 4,117                | EÜ Wirtschaftsweg                         | EÜ Wirtschaftsweg                         |
| | 4,337                | (Streckenende)                            | (Streckenende)                            |

Die Elbgeländebahn war eine nur dem Güterverkehr dienende Nebenbahn im Stadtgebiet von Heidenau, die zuletzt bis zu ihrer Stilllegung im Jahr 2007 als Anschlussbahn betrieben wurde.

## Geschichte
Seit 1893 besteht in Heidenau eine große Papierfabrik, die zur Zeit ihrer Gründung als Krause & Baumann AG, nach 1945 als VEB Papierfabrik Heidenau firmierte und heute zu Dresden Papier AG gehört. Angesiedelt ist das Unternehmen auf einem Grundstück am östlichen Stadtrand von Heidenau, das von der Elbe und der Bahnstrecke Děčín–Dresden-Neustadt begrenzt wird. Aus Platzgründen bestand das ursprüngliche Anschlussgleis des Betriebs nur aus einem kurzen Stumpfgleis, das über eine Rangierdrehscheibe und eine Unterführung an die Hauptbahn angebunden war.
Als ab 1915 der viergleisige Ausbau der Hauptbahn geplant wurde, musste das alte Anschlussgleis aus Platzgründen aufgegeben werden. Die Papierfabrik favorisierte nun eine Anschlussbahn, die in der Flur Sporbitz aus der Hauptbahn abzweigen und dann in einem Rechtsbogen um den Ortskern von Heidenau herum zur Papierfabrik führen sollte. Am 13. September 1915 gründeten sieben Interessenten einschließlich der Gemeinden Mügeln und Heidenau eine Gesellschaft bürgerlichen Rechts (GbR), um die Strecke privat zu finanzieren. Der sächsische Staat genehmigte das Projekt und erklärte sich bereit, einen Teil der Baukosten zu übernehmen.
Die Realisierung des Projektes begann jedoch erst nach dem Ersten Weltkrieg. Im Jahr 1919 veranschlagte man die Gesamtkosten des Streckenbaues mit 1.435.000 Mark, von denen die GbR insgesamt 435.000 Mark zu finanzieren hatte. Am 28. August 1919 begann ein Sebnitzer Bauunternehmen mit den Bauarbeiten, die bis März 1921 abgeschlossen waren. Am 14. März 1921 wurde die neue Industriebahn zur Gänze in Betrieb genommen. Den Betrieb der Strecke übernahm die nunmehrige Deutsche Reichsbahn, Reichsbahndirektion Dresden.
Das ursprüngliche Projekt war auch von einer Weiterführung bis zum Bahnhof Pirna ausgegangen. Obwohl im November 1926 sogar ein Bauauftrag erteilt worden war, kam es nicht mehr zur Realisierung.
Bis etwa 1963 betrieb die DR die Bahn als Anschlussbahn. Anfang der 1960er Jahre entstand am Beginn der Bahn ein großes Betonwerk als Vorfertigungsbetrieb für den Wohnungsbau des VEB Wohnungsbaukombinat Dresden im Stadtteil Dresden-Sporbitz. Dieses übernahm, nachdem eine Arbeitsgruppe, bestehend aus Vertretern der Deutschen Reichsbahn und dem neuen Anschließer am Beginn der Strecke, eine Verlagerung der Verantwortung für den Betrieb der gesamten Bahn auf den VEB Wohnungsbaukombinat Dresden empfohlen hatte, ab 1963 die alleinige Betriebsführung ab dem Gelände des Betonwerks mit einer eigenen Werkbahn von der DR-Übergabestelle am Betonwerk Sporbitz (mehrere Gleise) für die gesamte Strecke bis zum VEB Papierfabrik Heidenau. Dazu wurde ein eigener Anschlussbahnbetrieb (als Teilorganisation des Betonwerkes) gebildet. Die Bahn bediente auch den in Richtung Dresden befindlichen Gleisanschluss des VEB Mühlenbau mit. Die neu gebauten Übergabegleise DR/Werkbahn befanden sich am Beginn des Betonwerksgeländes nördlich der Reichsbahngleise. Die Werkbahn schaffte im Rahmen des Investitionsvorhabens „Neubau Betonwerk Sporbitz“ dazu zunächst eine Diesellok V 15 und später, ab 1965, zwei in Doppeltraktion von einem Führerstand aus bedienbare Dieselloks V 18 aus dem VEB Lokomotivbau Babelsberg an. Deren Wartung (sog. Fristen) erfolgte im RAW Karl-Marx-Stadt, wo die Loks mit eigener Kraft hinfuhren. Vom Betonwerk gingen Mitte der 1960er Jahre erfolgreich viele Ganzzüge auf bestimmte Baustellen, wie auf die Erweiterungsbaustelle des VEB Chemiewerk Nünchritz (heute Wacker Chemie) oder zum NVA-Militärgelände in Warenshof, Kreis Neustrelitz.
Heute existieren von der gesamten Anschlussbahn und der Übergabeanlage auf dem Gelände des Betonwerkes nur noch ein Gleis, was früher zum Lokschuppen führte, von ca. 200 bis 300 m Länge (Der Lokschuppen selber ist abgerissen), sowie ein längeres Gleisstück in Richtung Dresden-Niedersedlitz (ehemaliger Anschluss Mühlenbau).
Nach der politischen Wende im Osten Deutschlands im Jahr 1990 verlor die Strecke einen Großteil ihres Verkehrsaufkommens. Das Betonwerk, nunmehr als Dresdner Beton AG firmierend, ging 1994 in die Insolvenz und bis etwa 1998 wurden alle Betriebsanlagen des Werkes abgerissen. Spätestens dann nahm die Deutsche Bahn den Weiterbetrieb wieder selbst auf. Auf dem ehemaligen Betonwerksgelände soll seit Jahren schon ein von den Städten Dresden und Heidenau gemeinsam geplantes Industriegebiet entstehen. Bis Ende 2012 ist jedoch nur die Erschließung erfolgt und ein großes Lager- und Mehrzweckgebäude am westlichen Teil des Areals entstanden. Die Papierfabrik setzte fortan auf den Straßentransport, die meisten anderen angeschlossenen Betriebe stellten ihre Produktion ein. Danach war das 1990 errichtete Werk Sachsen-Malz GmbH der einzige Güterkunde. Am 5. November 2004 gab die DBAG den Güterverkehr offiziell auf. Im März 2007 begann der Abbau der Gleisanlagen.
Das Streckenstück vom Anschluss Mühlenbau über den Hp Dresden-Zschachwitz bis zu den ehemaligen Übergabegleisen im Betonwerk ist noch vorhanden. Ebenfalls vorhanden ist der Gleisstumpf zur Firma Präg, früher Trunkel OHG. Ob auf  diesem Reststück noch Güterverkehr stattfindet, ist nicht sicher.